# Campo Milan di Porta Monforte
Il campo Milan di Porta Monforte è stato un campo di calcio a 11 che ha ospitato le gare interne del Milan dal gennaio 1906 al marzo 1914, quando fu dismesso. L'impianto ebbe sede nella città di Milano, ed in principio l'ingresso era in via Pasquale Sottocorno, ingresso che fu poi spostato in via Fratelli Bronzetti.
Al debutto del Milan sul terreno di gioco di questo campo, furono installate per la prima volta le reti alle porte: si trattò di un'innovazione per tutto il calcio italiano.

## Caratteristiche
Si trattava di una struttura molto più organizzata rispetto ai precedenti campi di gioco dei Rossoneri, uno dei primi stadi rudimentali. Infatti, in precedenza, la squadra milanese giocò in strutture poco attrezzate figlie dell'era pionieristica che coinvolse praticamente tutti i club italiani sorti nel periodo compreso tra gli ultimi anni dell'Ottocento e i primi del Novecento.
Campo ampio, dotato di una biglietteria e posti a sedere per il pubblico attraverso una spaziosa tribunetta in legno, e, in seguito, di una gradinata al lato dei posti popolari. Si tratta del primo complesso sportivo italiano su cui furono sistemate le reti alle porte di gioco.
Era delimitato per una metà dalla roggia delle lavandaie ed il muro dell'abbandonato cimitero di Porta Vittoria, per l'altra da una staccionata.

## Storia
Il Milan si trasferì al campo di Porta Monforte nel gennaio 1906, debuttando calcisticamente in un incontro del 7 gennaio con l'Unione Sportiva Milanese. Per l'occasione, furono installate le reti alle porte per la prima volta assoluta in un incontro tra squadre italiane. Questo provvedimento fu preso dopo le accese discussioni per un gol fantasma avvenuto durante una precedente amichevole contro la Juventus.
Dal 1908-1909 l'ingresso del campo fu spostato da via Pasquale Sottocorno a via Fratelli Bronzetti.
Sul terreno di gioco di questo campo, il Milan si rese protagonista nel 1912 di una vittoria in campionato per 8 a 1, contro la Juventus, che schierò in campo solo 10 uomini.
I rossoneri abbandonarono quella struttura nel 1914, per spostarsi al Velodromo Sempione.